# Добровольский, Алексей Александрович
Алексе́й Алекса́ндрович Доброво́льский (также известен как Добросла́в; 13 октября 1938, Москва — 19 мая 2013, Васенёво, Кировская область) — советский и российский идеолог славянского неоязычества (родноверия) (с 1980-х годов), один из основателей русского родноверия, национал-анархист, национал-социалист, «волхв» «Общества охраны природы „Стрелы Ярилы“».
Свою идеологию называл «русским национал-социализмом». Был духовным лидером радикального крыла русского неоязычества. Характеризуется как идеолог славянского национал-социализма.
Автор программной для многих неоязычников самиздатовской статьи «Стрелы Ярилы». В 1950—1960-х годах был участником диссидентского движения СССР, членом Народно-трудового союза российских солидаристов.

## Биография
Добровольский имел среднее образование и неоконченное обучение в Московском институте культуры. Рос в преклонении перед Сталиным, восхищался всем, что было с ним связано. С ранних лет участвовал в различных диссидентских движениях.
Окончив среднюю школу, поступил на работу грузчиком в типографию газеты «Московская правда».
В 1956 году вышел из ВЛКСМ в знак протеста против начавшейся в стране кампании по преодолению последствий культа личности Сталина. По его словам, «Из разоблачения Сталина я сделал неправильные выводы и постепенно стал противником советской власти».
В декабре 1956 года под влиянием антикоммунистического восстания в Венгрии он сформировал из молодых рабочих оборонных заводов Москвы Российскую национально-социалистическую партию, ставившую своей целью свергнуть коммунистов и «возродить русскую нацию». Члены группы в основном занимались распространением листовок с антисоветскими и антикоммунистическими призывами.
23 мая 1958 года был арестован вместе со своими единомышленниками из РНСП и впоследствии приговорён к трём годам заключения. В заключении сошёлся с бывшими коллаборационистами, нацистами, соратниками Краснова, Шкуро и Власова, членами Народно-трудового союза. Под их влиянием в лагере в 1958—1961 годах был монархистом. Отбывая срок в Дубравных лагерях (Мордовия), Добровольский познакомился там с С. Р. Арсеньевым-Хоффманом, в довоенные годы входившим в тайное русско-немецкое общество.
Освободился в 1961 году. В этом же году был крещён священником-диссидентом Глебом Якуниным.
В 1964 году вошёл в созданный членом Народно-трудового союза российских солидаристов Борисом Евдокимовым так называемый «Союз трудового народа». В марте 1964 года из-за провокатора все четверо членов были арестованы. Добровольский и Евдокимов были признаны психически ненормальными, и Добровольский в течение года проходил психиатрическое лечение. В больнице он познакомился с диссидентами Владимиром Буковским и генералом Петром Григоренко.
25 августа 1965 года был освобождён из специальной психиатрической больницы, а уже осенью с ним установил связь НТС, который через него передал множительный аппарат поэту-диссиденту, члену НТС Юрию Галанскову. В 1966 году Добровольский вступил в НТС. Через него на Запад были переданы составленные Александром Гинзбургом «Белая книга» (сборник документов о процессе над Андреем Синявским и Юлием Даниэлем) и сборник «Феникс-66».
В 1967 году вновь был арестован. На суде, «Процессе четырёх», дал показания против себя и своих товарищей, благодаря чему был осуждён лишь на 2 года лишения свободы (в то время как Галансков получил 7 лет и умер в заключении, а Гинзбург был осуждён на пять лет). Анатолий Краснов-Левитин писал в своих мемуарах: «Наиболее сенсационным известием было известие о капитуляции Алексея Добровольского. Долгое время никто этому не хотел верить. Добровольский своими манерами — не то белого офицера, не то героя-народовольца — сумел внушить к себе всеобщее доверие».
В январе 1968 года Пётр Якир, Юлий Ким и Илья Габай, назвав Добровольского в своём обращении «К деятелям науки, культуры, искусства» «подлым и малодушным», заявили:

Искалечена жизнь и Алексея Добровольского, сыгравшего зловещую костомаровскую роль на этом процессе. Если у него есть хоть капля совести, тридцать серебренников (всего двухлетний срок наказания) — слишком малая компенсация за презрение и отверженность, которые ожидают этого клеветника. Клеймо негодяя, погубившего своих товарищей, оболгавшего их из низменных интересов, за это нравственное уродство Добровольского в большой мере несут ответственность наши карательные органы.
В начале 1969 года Добровольский был освобождён. Жил в Угличе и Александрове. В 1972 году вновь получил прописку в Москве. В это время увлёкся оккультизмом и славянским язычеством.
В 1986 году уехал из Москвы в Пущино, где занимался народным целительством.
С началом Перестройки, во второй половине 1980-х годов, вступил в патриотическое объединение «Память». Разойдясь во взглядах с руководителем объединения Дмитрием Васильевым, когда в объединении возобладали православные настроения, в конце 1987 года перешёл с группой последователей неоязычества во «Всемирный антисионистский и антимасонский фронт „Память“», который возглавил Валерий Емельянов («Велемир»).
В 1989 году принял участие в создании «Московской славянской языческой общины», которую возглавил Александр Белов (Селидор). Принял языческое имя Доброслав. В это время он активно выступал с лекциями, которые организовывал К. В. Смирнов-Осташвили, лидер Союза за национально-пропорциональное представительство «Память». Доброслав принимал активное участие в митингах национал-патриотов. В 1990 году сотрудничал с Русской партией Виктора Корчагина.
В 1990 году Александр Белов исключил из МСЯО Валерия Емельянова и его сторонников, включая Доброслава, за политический радикализм.
С начала 1990-х удалился в деревню Васенёво Ленинского городского поселения Шабалинского района Кировской области, откуда вёл «просветительскую» работу: производил обряд имянаречения, устраивал «языческие» праздники. Во время последних часто происходило обильное употребление алкоголя, показательное уничтожение икон. В Весенёво Доброслав основал языческую общину преимущественно из членов своей семьи. Один из его сыновей, Александр, получил языческое имя Вятич. В 1993—1995 годах Доброслав читал «просветительские лекции» в Кирове в Доме политпросвещения.
В 1994 году он пытался создать политическую организацию Русское национально-освободительное движение (РНОД), идею чего позднее также безуспешно пытался реализовать его ученик А. М. Аратов. 22 июня 1997 года Доброслав созвал «Вече — Объединительный съезд языческих общин», провозгласивший его вождём «Русского освободительного движения». Позднее он вошёл в конфликт с издателями «Русской правды», ранее активно распространявшим его идеи. Аратов изгнал из редакции «Русской правды» сына Доброслава Сергея «за пьянство».
В июле 1999 года Доброслав был избран Верховным волхвом «Союза славянских общин» (руководитель Вадим Казаков из Калуги).
Созданное последователями Доброслава культурно-историческое общество «Стрелы Ярилы» распалось в начале 2000-х годов, поскольку индивидуалист Доброслав не мог более руководить им.
В марте 2001 года Сергей (Родостав) был избран главой администрации Шабалинского района. В начале 2000-х годов Доброслав сконцентрировался на развитии языческого мировоззрения. Он несколько раз приезжал в Москву с лекциями.
23 апреля 2001 года Шабалинский районный суд рассматривал дело Доброслава, обвиняемого в разжигании антисемитизма и религиозной вражды. За Доброслава вступилась местная коммунистическая газета «Кировская правда». 1 марта 2002 года это дело рассматривалось в Свечинском районном суде города Кирова, где Доброслав был приговорён к двум годам лишения свободы условно.
В марте, мае и июле 2005 года разными районными судами города Кирова ряд брошюр Доброслава был признан экстремистским. В 2007 году эти брошюры были внесены в Федеральный список экстремистской литературы, составленный Росрегистрацией (№ 6—10, 576).
Умер 19 мая 2013 года. Тело Доброслава было сожжено на огромном костре в подражание древнеславянскому погребальному
обряду.

## Идеи

Доброслав рубит иконы

По словам самого Добровольского и людей, знавших его, нацистские идеи вкупе с символикой и «большим стилем» произвели на него в 1960-е годы глубокое впечатление. Он начал мечтать о полном истреблении евреев. Новые друзья Добровольского, нацисты и коллаборационисты, убедили его в том, что американцы якобы сами сооружали газовые камеры, чтобы обвинить нацистов в геноциде. От С. Р. Арсеньева-Хоффмана Добровольский почерпнул первые знания о «вере предков» и роли «нордической расы». Позднее, в 1969 году, купив библиотеку редких книг, он увлёкся язычеством и оккультизмом и стал сторонником эзотерических идей Елены Блаватской.
Историк и религиовед Р. В. Шиженский выявил общие, а местами и полностью идентичные места в концепциях Добровольского и нацистского идеолога Германа Вирта, первого руководителя Аненербе, работу которого «Хроника Ура-Линда» (Die Ura-Linda-Chronik, 1933) Добровольский, предположительно, использовал в качестве источника. Историко-мифологическая концепция Добровольского содержит подобные идеям Вирта представления о времени и его атрибутике: в природе и вселенной в изобилии представлены примеры «круговращающихся сфер» и «череда идеально слаженных циклов». Красота природы рассматривается им как красота зрелого, законченного в себе бытия, которое пребывает в вечном коловращении. Вслед за Виртом Добровольский считал север изначальным ареалом «арийцев»: «Смутные представления и архаические поверья о Северной Прародине сохранились у многих индоевропейских народов… Все эти предания генетически связаны и восходят к некому единому архетипу, который в целом можно условно назвать „Легендой о Нордической Прародине“». Вирт и Добровольский считали, что Атлантида и Туле являются названиями одного и того же материка или архипелага — по выражению Доброслава, «праматеринского очага» «арийских» народов. Мифический золотой век Вирта и Добровольский связывали с эпохой матриархата. Доброслав рассматривал женщин как божественных избранниц, хранительниц родовой памяти: «Матерь была скорее Божеством, чем начальством… вокруг неё строилась вся семейная и вся социальная жизнь. Женщина — глава Рода, хранительница домашнего очага, блюстительница родовых порядков и обычаев, исполнительница обрядов-священнодейств. Она же — наследница ведовских знаний и посредница с миром Духов, ибо ей, как женщине, генетически присуща обострённая интуитивная восприимчивость к оккультным влияниям…». Как и Вирт, переход власти от женщин к мужчинам и эпоха патриархата Доброслав считал регрессом. Основу религиозной доктрины Добровольского составляет идея о солнце — Яриле, древнейшем, а, возможно, и первоначально единственном древнеславянском божестве. По его мнению, славяне боготворили сам солнечный диск. Божества, которые позднее оттеснили Ярилу на второй план, обладали уже неестественным антропоморфным обликом: «это уже боги Солнца, а не бог-солнце». Основой вероучения Доброслава является солнечный монотеизм или генотеизм. Эта идея об изначальном единобожии соответствует идее Вирта о «полярном, солнечном монотеизме». Доброслав составил календарь основных праздников, связанных с солнцем: «Согласно языческому мировосприятию, движущей силой коловращения является для нас Ярило — Солнце».
Доброслав представлял «национал-социалистическое» крыло в неоязычестве и пользовался большим авторитетом у национал-патриотов. Он гордился тем, что не имеет высшего образования, поскольку «образование калечит человека» (так же считал Адольф Гитлер). По его мнению, наука в настоящее время находится в тупике и «от неё одни несчастья». Себя и своих последователей Доброслав называл носителями света и «здоровых сил нации».
Он утверждал, что лад с родной природой рождает взятая им у Б. А. Рыбакова лозунговая триада с корнем «род», выражающая смысл «язычества» Доброслава: «народ, родина, природа».
Доброслав объявил себя сторонником «языческого социализма». «Русскую духовность» он выводил напрямую из «славянской наследственности», тесно связанной с родной почвой. «Кровь и почва» понимались им буквально. Так, по его мнению, от могил предков исходит некая могущественная материальная сила, оказывающая влияние на судьбы живых. Высшей ценностью он как сторонник национал-социализма («языческого социализма») считал не конкретных славян или русских, а русскую общину. В дохристианский период славяне якобы не имели дружин, отделённых от народа. Свою концепцию Доброслав возводил к «русскому природному крестьянскому социализму», якобы включавшему полное социальное равенство, уравнительность, делёж имущества, добровольное самоограничение и не признающего права частной собственности.
Заимствовав из эзотерических учений идею вегетарианства, он считал, что впервые гармонические взаимоотношения человека с животными были подорваны введением скотоводства. В одомашнивании животных он винил «семито-хамитов», пришедших из Атлантиды и придумавших кровавые жертвоприношения. Евреев («жидов») он считал качественно иной цивилизацией, испытывающей абсолютную враждебность к Природе, в отличие от всех «коренных народов» мира. В Библии Природа якобы изображается не «вскормившей матерью», а бесчувственной материальной оболочкой. Он называл евреев дармоедами и паразитами и полностью оправдывал еврейские погромы как «вынужденную народную самооборону».
Доброслав считал неприемлемым «жидохристианское отчуждение от Природы» и «оправдание церковью общественного неравенства». Он писал о «противоестественном смешении рас» обвинял в этом преступлении «международное жидохристианство». Славян он рассматривал как особую расу, страдающую от расового угнетения со стороны «богоизбранного народа». В соответствии с установками германских нацистов Доброслав противопоставлял «два взаимоисключающих миропонимания: солнечное жизнеутверждение и тлетворное мракобесие». «Арийцев» и «семитов» он заменял на славян и гибридных «жидохристиан»: первые честны и чистосердечны, вторые лукавы и коварны. Вместе с тем он заимствовал из христианского антисемитизма идею «Синагоги Сатаны», связывая с ней пентаграмму, или пятиконечную звезду, являющуюся якобы символом зла и масонства. Славяне-язычники были миролюбивы, и лишь князь Владимир якобы ввёл обычай человеческих жертвоприношений, а христиане отличаются кровожадностью. Её корни Доброслав усматривал в «библейских карательных войнах против коренных народов Палестины». Он утверждал, что «человеконенавистнический расизм „богоизбранных“ жидов послужил образцом для расизма христианского — для истребления целых туземных народов». Монотеизм, согласно Доброславу, способствовал упрочению княжеской и царской власти и в конечном счёте привёл к крепостничеству. По его мнению, гражданская война, расколовшая народ на знать и простолюдинов, началась не в 1918 году, а в 988 году. По утверждениям Доброслава, церковь совершила страшное предательство национальных интересов, заключив союз с татарами, что якобы и помогло ей укрепиться. Он отрицал патриотическую деятельность Сергия Радонежского и пытался доказать, что русские победили Мамая не при поддержке церкви, а вопреки ей.
В соответствии со своими взглядами Добровольский выделял антигероев русской истории. Центральное место в этом чёрном списке отводилось князю Владимиру Святославичу. Доброслав развивал один из основных по мировоззренческой значимости русских неоязыческих мифов о еврейско-хазарском происхождении крестителя Руси, из-за которого он и ввёл христианство, орудие порабощения «арийцев» евреями. Доброслав заимствовал эту идею из книги «Десионизация» одного из основателей русского неоязычества Валерия Емельянова. Первую часть этого мифа Доброслав повторял без изменений. Владимир был сыном князя Святослава от Малуши, ключницы его матери княгини Ольги. Емельянов и Доброслав заявили, что имя Малуша — производное от еврейского имени Малка. Они утверждали, что отцом Малуши был «равв» — раввин, также носивший еврейское имя Малк, выходец из хазарских евреев. «Нестеровская цензура» христианского периода, проведённая в отношении якобы существовавших дохристианских летописей, исказила «раввинич» применительно к Владимиру на «робичич» (сын рабыни — Малуши). Вторую часть мифа о деяниях Владимира Доброслав дополнил новыми подробностями. Главным виновником введения христианства на Руси Добровольский считал Византию. По мнению Доброслава, Владимир ввёл инквизицию, осуществлял пропаганду зародившегося в его правление алкоголизма. Итогом правления князя стало духовное разоружение славян, сокращение их численности и неспособность противостоять ордам монголо-татар.
Доброслав не верил в Перуна и других богов, считая, что предки верили не в богов, а в духов и чтили свой род. Изваяния Перуна и других богов, по его утверждениям, были поставлены в Киеве во времена Владимира Святославича по наущению иудеев, чтобы кровавыми жертвоприношениями дискредитировать язычество и подготовить народ к введению христианства.
Капитализм, по мнению Доброслава, это «чудовищное порождение жидохристианства», «западная плутократия, явившаяся итогом внутреннего развития жидохристианства»: «капитализм и совесть несовместимы». По этой причине современное индустриальное общество привело мир на грань экологической катастрофы, и Природа за это жестоко отомстит. Подобно нацистам, Доброслав считал, что горожане изменили национальным ценностям и обуржуазились, но вопреки нацистам, в революции 1917 года он видел восстание деревни против города и «русской правды против жидо-христианской кривды». И называл большевизм «стихией русской души» и противопоставляя марксизму. Объявляя революцию 1917 года «попыткой возвращения на свой естественный самостоятельный путь», Доброслав возрождал такие концепции, как национал-большевизм, евразийство и др., популярные в 1920-х годах у части русских эмигрантов. Доброслав призывал к союзу националистов и «коммунистов-патриотов» во имя строительства «русского национального социализма».
Спасение для славян Доброслав видел в «возврате к самой сердцевине светлого языческого миропонимания — к высоконравственным установкам древних, прежде всего, по отношению к Матери-Природе». Доброслав объявлял бескомпромиссную войну «жидовскому игу» и пророчил скорый русский бунт против него. Он писал, что Ярило-Солнце скоро сожжёт наиболее чувствительных к повышенному ультрафиолетовому излучению, к которым он относил прежде всего евреев. Гибель «иудохристианского» мира, по его мнению, положит начало «нашей новой эры». Выжить удастся лишь «новым людям», солнцепоклонникам.

Восьмилучевой «коловрат», наименование и значение которого ввёл Доброслав

Является одним из двух вероятных авторов «коловрата» как символа; другим автором мог быть Вадим Казаков, с которым Доброслав состоял в общении в том числе по этому вопросу; создание символа относится примерно к 1994 году. В 1994 году Доброслав рисует символ в своих письмах. В том же 1994 году выходит «Именослов» Казакова, где появляется «коловрат», золотой на красном фоне.
Добровольский ввёл восьмилучевой «коловрат» как символ «возрождающегося язычества». По мнению Р. В. Шиженского, Добровольский воспринял значение свастики из работы нацистского идеолога Германа Вирта. Основной символ язычества, утверждённый Добровольским — восьмилучевой гаммадион (свастика) в круге, первоначально был предложен и, предположительно, создан Виртом, которым он трактовался в качестве древнейшего. Этот восьмилучевой «коловрат», якобы языческий знак Солнца, состоящий из двух наложенных друг на друга свастик, Доброслав объявил символом бескомпромиссной «национально-освободительной борьбы» против «жидовского ига». По мнению Доброслава, смысл «коловрата» полностью совпадает со смыслом нацистской свастики. Восьмилучевой «коловрат» сопровождает многие публикации Доброслава.

## Влияние
Идеи Доброслава оказали значительное влияние на русское родноверие. Большинство его идеи стали общими местами вариаций этого учения. Многие из этих идей, созданные неоязычниками ранее, стали известны последующему поколению через Доброслава, включая понимание родового строя как «арийского» социализма (национал-социализма); противопоставление славян и «жидохристиан», антисемитские идеи, в том числе введение евреями кровавых жертвоприношений, антиприродную деятельность и «расизм» ветхозаветных и современных евреев; предательскую деятельность князя Владимира по введению христианства; скорое наступление новой эпохи (эры Водолея), благоприятной для славян и губительной для их врагов.
Доброслав ввёл термин и значение восьмилучевого «коловрата», наиболее популярного символа родноверия. Идея Доброслава о союзе националистов и «коммунистов-патриотов» стала основой для стремления части неоязычников к союзу с «национально ориентированными» коммунистами.
Как к идеологу славянского национал-социализма к Доброславу в целях посвящения и «благословения» приезжали многие известные неозычники, включая и экстремистов.
Последователь Доброслава А. М. Аратов, директор издательства «Русская правда», писал о наступлении «Эры России» и скором конце христианства и иудаизма.